# Asparuh
Asparuh, ponekad i Isperih (bug. Аспарух, Исперих), bugarski kan (?, prva polovica VII. st. – ?, nakon 681), trećerođeni sin kana Kubrata iz klana Dulo. Poslije očeve smrti dobio je na upravu područje južne Besarabije. Osvajanje Dobrudže izazvalo je bizantsko-bugarski rat (679. – 681.), za vrijeme kojeg je Asparuh prodro s vojskom u područje Varne i utemeljio bugarsko-slavensku državu s prijestolnicom u Pliski.

## Vanjske poveznice
- Asparuh Hrvatska enciklopedija

| Vladarske titule    | Vladarske titule             | Vladarske titule  |
| ------------------- | ---------------------------- | ----------------- |
| prethodnik Batbajan | Bugarski kan 681. – oko 700. | nasljednik Tervel |